# 柳崎貝塚

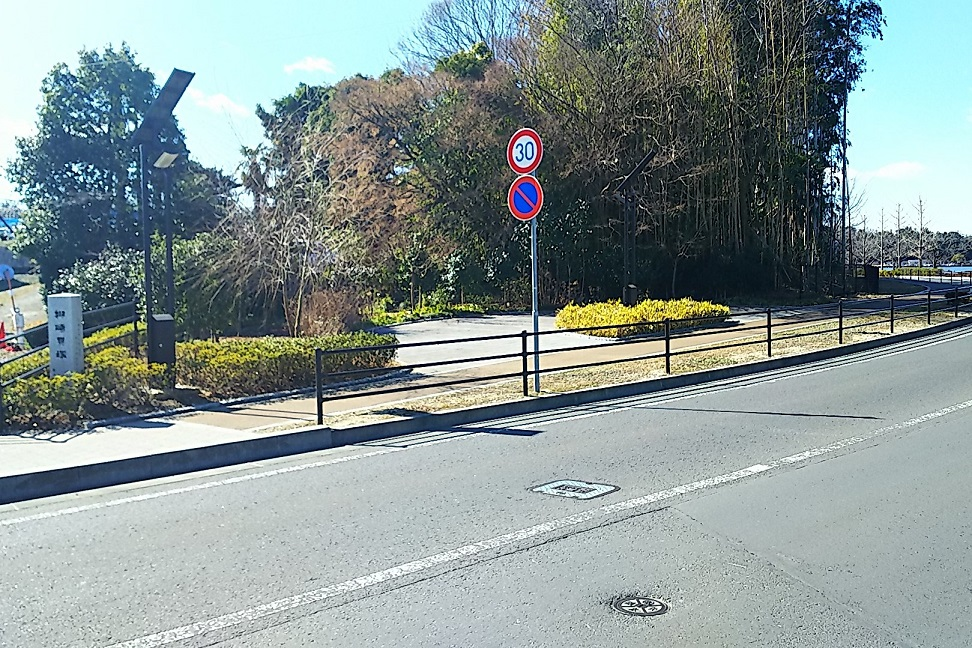
千波湖畔「柳塚貝塚」碑と広場。広場の裏が柳塚貝塚本体が在る葡萄園。

柳崎貝塚（やなぎざきかいづか）は、茨城県水戸市千波町にある貝塚。千波湖南東岸、茨城県近代美術館の北西で、民間の宅地・葡萄園の中にある。

## 概要
1967年（昭和42年）3月11日、12日に佐藤次男、井上義安達によって発掘調査され、後、遺跡一帯は「柳崎遺跡」、貝塚は「柳崎貝塚」と命名された。「柳崎」は発見された場所の字名「千波町下本郷柳崎」に由来する。佐藤達の調査では3つの小規模の貝塚がそれぞれ10メートルの間隔を持って発見され、発掘により貝層からは関山式を主とする土器、ヤマトシジミを主とする貝類が発見されている。これらから柳崎貝塚は縄文時代前期の関山式土器の時期に形成された貝塚で、主淡貝塚であるとされる。更に貝層より下の土層からは縄文時代早期後半の土器群が出土している。佐藤は1967年の調査の後、本格的な調査を行い全体報告を行う意向を示していたが、その報告はされていない。1967年の出土資料は水戸市立博物館が一括して保管している。
柳崎貝塚の存在は今から約6000年～6500年前の縄文時代早期・前期の水戸市の姿は、気候温暖による海面の上昇で海が内陸にまで入り込み（この現象を『縄文海進』と呼ぶ）、現在の千波湖がある場所では汽水に生息する貝類を食して暮らしていた人々がいたことを示している。このことから、柳崎貝塚は水戸市と千波湖の地形の成り立ちを観察するのに好ポイントとして、2017年まで日本ジオパークネットワークによりジオパークとして認定されていた「茨城県北ジオパーク」のジオサイトの一つ「水戸・千波湖ジオサイト」での見所のひとつとされている。
柳崎貝塚が面している千波湖畔の道路沿いには小さな広場が有り、そこには水戸市教育委員会が建てた「柳崎貝塚」碑が立っている。

## 場所
柳塚貝塚は千波湖南東側の岬のように湖沼側に張り出した標高10～20メートルの舌状台地の先端部に、幅45メートル、長さ100メートル程度の範囲で民間の宅地・葡萄園の中に存在している。現在の海岸線からは約13キロメートルほど離れている。那珂川流域には大串貝塚（水戸市常澄）、谷田貝塚（水戸市谷田町）などの貝塚があるが、柳崎貝塚はその中でも最も内陸に在る貝塚である。柳崎貝塚の近くには先土器時代から弥生時代にかけての遺物・遺構が見られる下本郷遺跡（水戸市千波町）や国史跡の吉田古墳（水戸市元吉田町）などがある。

### アクセス
- 徒歩：JR水戸駅南口から約15分[14]。
- バス：最寄りバス停：関東鉄道、茨城交通「文化センター入口」

## 調査
現在のところ報告されている柳崎貝塚の調査は1967年3月の佐藤、井上達によるものだけである。この1967年の調査は佐藤が茨城大学教授の宮田俊彦より、現地に古墳の石棺や貝塚らしきものがあるとの連絡を受けて3月11日、12日の2日間に行ったもので、本格的な調査ではなかった。この時の調査では以下のことが行われた。
- 露出していた石棺の実測[18]。
- 現地で3つ発見された貝塚を、東から西へA貝塚、B貝塚、C貝塚としそれぞれ以下の調査を実施[19]。

A貝塚は幅75センチメートル、長さ2.5メートルのトレンチを設定しての試掘調査を行った。この調査では表土から10～15センチメートルで貝層に達している。貝層は厚いところで20センチメートル、薄いところで10センチメートルであった。表土から30センチメートルで黒褐色土層に変わる。10～15センチメートルの厚さの黒褐色土層の下はローム層となっていた。
B貝塚はA貝塚から西に10メートル離れた場所にあり、表面採集で一袋の貝のみが採集された。
C貝塚はB貝塚から西に10メートル離れた場所にあり、貝層を含む部分と貝層外の部分で試掘調査が行われている。資料不足で不明ながら、少なくとも表土から40～60センチメートル下までは試掘をしており、表土から37センチメートル前後が貝層であったと見られる。
1967年の調査で得られた資料は水戸市立博物館に一括して保管されている。

## 遺物
1967年の佐藤達の調査で出土資料として水戸市立博物館に保管されている遺物は以下のとおりである。

### 自然遺物
貝類
貝類は全部で8種類が出土し、生息域毎に見ると以下のようになる。
| 淡水 | 淡水                 | オオタニシ、イシガイ                   |
| 汽水 | 汽水                 | ヤマトシジミ                           |
| 海水 | 潮間帯～浅海の砂泥底 | ハマグリ、オオノガイ、アサリ、ウバガイ |
| 海水 | 岩礁帯               | マガキ                                 |

骨等
シカの骨、イノシシの歯が出土資料として保管されている（但し出土地点不明）。
岩石
A貝塚の貝層下の褐色土層より、チャート礫2点、チャート剥片1点が出土。

### 人工遺物
石棺
遺跡から蓋の無くなった泥岩石製の石棺が露出しているのが見つかっている。佐藤はこれが茨城県西南部で多くある雲母片岩で造られた箱式石棺に類似している、としている。封土を有したかどうかは不明。
土器
A貝塚からは93片の土器片が、C貝塚からは貝層を含む部分から83片の土器片が、貝層外の部分から71片の土器片が出土しており、表面採集で7片の土器が採集されている。市毛はこれらを次の5群に分類し、比定できる土器形式を示した。
- 1群

柳崎貝塚が形成された後の縄文時代中期の阿玉台式土器に比定できる土器群。C貝塚の表土から10センチメールの層から出土している。
- 2群

貝塚が形成された縄文時代前期の関山式土器に比定できる縄文を有した土器群。多数出土している。
- 3群

条痕文を持った土器群で貝塚形成以前の土器群。形式により次の3類に細分類。
- 3群1類

条痕文に併せ隆起線や、口唇部に刻み目などが施された土器群。芽山下層式土器に比定。
- 3群2類

条痕文だけを持つ土器群で、2群と並び多数出土している。このうち、貝殻だけを施文具として条痕文を付けた土器の出土割合がほとんどで、他にはハケ目状のもの、素材不明のもの、複数の施文具を使って条痕文を付けた土器が出土している。貝殻条痕文を付けた後、これ一部磨り消しして、装飾効果を高めた土器も出土している。このような磨り消しを行う土器の特徴から芽山下層式土器に比定。
- 3群3類

絡条体で付けられた文様（絡条体圧痕文）を持つ土器群。常世2式土器に比定。
- 4群

刺突文、沈線文を有し、繊維を含まない土器群。貝塚形成以前の田戸下層式土器に比定。
- 5群

無文土器。これも形式で次の2類に細分類。
- 5群1類

土器の壁が厚めで、5群2類と比較し多量の繊維を含んでいる土器群。
- 5群2類

土器の壁が薄めで、繊維の含有は僅か、或いは全く無い土器群。
1979年の佐藤の論文ではA貝塚の貝層下から出土した繊維を含む貝殻条痕文、又は絡条体圧痕文を有する土器、及び無文の土器を南関東の子母口式土器に比定できる、との主張をしている。市毛は佐藤論文以後の日本考古学の知見から、絡条体圧痕文を有する土器は常世2式土器に、貝殻条痕文を有する土器を芽山下層式土器にそれぞれ比定する見解を示した。
石器
石器は以下が出土している。
- A貝塚の貝層下の褐色土層より流紋岩製の磨石が2点出土。内1点は表裏面の一部に使用した痕跡があった。
- C貝塚の貝層を含む地点の表土より50～93センチメートル下の層より、砂岩製の磨石出土。全面に使用痕があった。

骨角器等
骨角器2点、腹に刃を作り出し貝刃とした形跡があるハマグリ、シカの骨を磨いて作ったヤス（魚を突き刺して獲る漁具の一種）の先端部などが出土している。

## 貝塚形成時状況
市毛は柳崎貝塚が形成された時期の地形について、貝塚の2メートル程度下には浅い海と泥状の沼地が広がり、かつ淡水をもたらす桜川と逆川の河口がある汽水の環境であった、と考察している。また、シカ、イノシシの骨等も出土していることから、柳崎貝塚の南の台地は現在は宅地化が進んでいるが、かっては獣類も普通に生息していた山地で、柳崎貝塚は魚貝、獣等の狩猟面では良い環境であったと、考察している。
佐藤は貝塚が形成されたのは縄文時代前期の関山式土器の時期としているが、市毛は資料の再検討から、出土資料の中に張り瘤を施した土器が1点も無いこと、及び地文である縄文がまばらに施された土器が比較的多いことに着目し、関山式土器時期でもその終末期の短い時期に形成された貝塚であろう、と考察している。市毛はまた同市内の谷田貝塚とほぼ同時期に形成された、とも考察している。
なお、貝層より下の土層からも土器が出土していることは、現地では貝塚が形成される以前から人が暮らしていたことを示している。